# Benedetta Caretta
Benedetta Caretta, née le 1er juillet 1996 à Carmignano di Brenta, en Vénétie, est une auteure-compositrice-interprète italienne. Elle se fait connaitre en 2010 dans l'émission de télévision Io canto puis en 2014 en participant à The Voice of Italy dans l'équipe de Raffaella Carrà. Elle est aussi connue pour son duo avec le violoncelliste croate Stjepan Hauser du groupe 2Cellos,.

## Biographie

### 1996-2009: Enfance
Benedetta Caretta naît le 1er juillet 1996 à Carmignano di Brenta, en Italie,.  Elle commence à chanter en soliste dans la chorale Gioventù in Cantata à l'âge de cinq ans. Elle effectue alors de nombreux concerts dans toute l'Italie, jusqu'en 2009.

### 2010-2018: Révélation
En 2010, elle participe à la première saison de l'émission de télévision Io canto à laquelle elle est éliminée en finale. Elle remporte la deuxième saison la même année,. Elle gagne alors une bourse qu'elle utilise pour aller étudier au New York Film Academy aux États-Unis,. De 2011 à 2013, elle participe aux troisième et quatrième saisons de Io canto en tant qu'invitée spéciale. Durant Io canto, elle a l'occasion de chanter aux côtés de célèbres artistes comme Hayley Westenra, Michael Bublé, Katherine Jenkins, Alessandra Amoroso, Fausto Leali ou Raffaella Carrà.
En 2012, elle sort son premier single Counting Down The Days,.
En 2014, elle participe au concours The Voice of Italy diffusé sur Rai 2. Dans l'équipe de Raffaella Carrà, elle est éliminée lors de l'épreuve ultime. C'est Cristina Scuccia qui gagne.
En septembre 2016, elle rejoint le trio musical TNT avec Ludovico Creti (un baryton) et Alberto Urso (un ténor). Ils sont les invités de l'émission Edicola Fiore en décembre 2016. Le groupe se dissout en 2018.

### Depuis 2019: Sur les réseaux sociaux
Elle commence en 2019 à publier des vidéos de chant sur ses réseaux sociaux (YouTube, Facebook, Instagram), parfois en duo avec le violoncelliste Stjepan Hauser du groupe 2Cellos,,. Elle fait de nombreuses reprises de chansons connues : I Will Always Love You de Whitney Houston, Someone Like You d'Adele, Love the Way You Lie d'Eminem et Rihanna, The Sound of Silence de Simon and Garfunkel, Halo de Beyoncé, Hallelujah de Leonard Cohen ou encore My Heart Will Go On de Céline Dion.
En 2019 puis 2020, elle participe aux deux premières saisons du jeu télévisé italien All Together Now en tant que membre du jury,.
En 2023, après 10 ans, le programme Io Canto revient à l'antenne, et Benedetta y participe cette fois en tant qu'entraîneur d'équipe.

## Vie privée
Nous savons peu de choses sur sa famille et sa vie sentimentale. Selon certains magazines, elle aurait été en couple avec le chanteur Alberto Urso,,,, avec qui elle a travaillé sur TNT, puis avec le violoncelliste Stjepan Hauser,.
Elle aurait subi des opérations de chirurgie plastique, notamment une rhinoplastie, entre 2016 et 2018.

## Discographie

### Album studio
- 2012 : Counting Down The Days

### Singles
- 2012 : Counting Down The Days
- 2018 : Stronzo[25]

## Apparitions médiatiques

### Émissions de télévision
- 2010 : Io canto, saison 1 - candidate
- 2010 : Io canto, saison 2 - candidate
- 2011 : Io canto, saison 3 - invitée spéciale
- 2013 : Io canto, saison 4 - invitée spéciale
- 2014 : The Voice of Italy, saison 2 - candidate
- 2019 : All Together Now, saison 1 - juge
- 2020 : All Together Now, saison 2 - juge